# Tagetes lucida

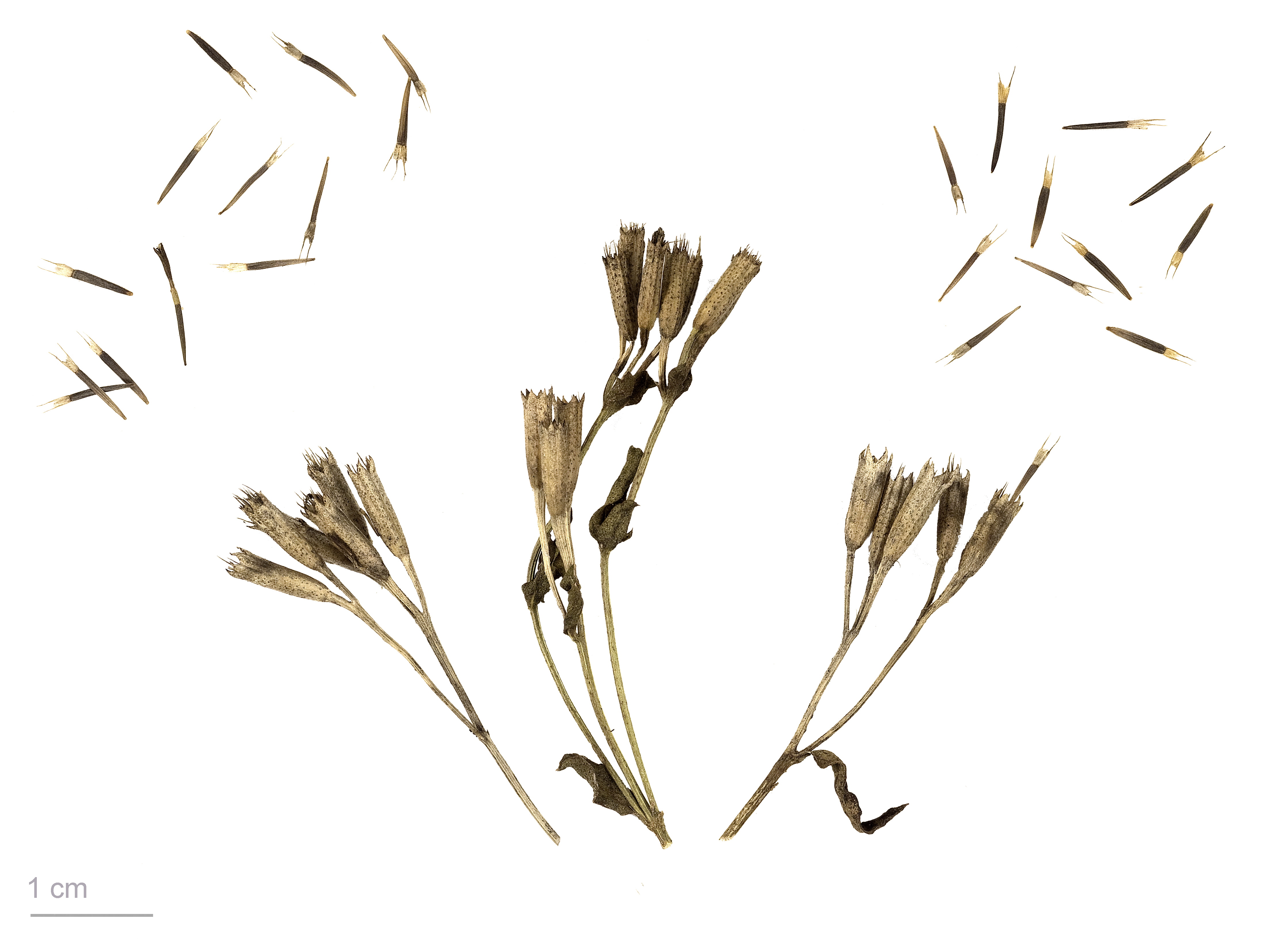
Tagetes lucida — MHNT

Tagetes lucida — багаторічна рослина родом з Мексики та Центральної Америки. Її використовують як лікарську рослину та як кулінарну зелень. Листя має аромат, схожий на естрагон, з нотками анісу й увійшло в роздрібну торгівлю в Північній Америці як замінник естрагону. Поширені назви включають чорнобривці солодкоароматні, мексиканські чорнобривці, мексиканські м'ятні чорнобривці, мексиканський естрагон, техаський естрагон, перікон, єрбаніз[джерело?].

## Опис
Залежно від виду, рослина може бути доволі прямостоячою, тоді як інші форми виглядають кущистими з багатьма нерозгалуженими стеблами. Листя від лінійного до довгастого, близько 7,5 см завдовжки, блискуче середньо-зелене, а не синьо-зелене, як у французького естрагону (Artemisia dracunculus var. sativa). Наприкінці літа на кінцях стебел з'являються грона маленьких золотисто-жовтих квіткових головок. Квіткові головки мають близько 15 мм (1/2 дюйма) в поперечнику і 3-5 золотисто-жовтих променевих суцвіть. Квіти гермафродитні (мають як чоловічі, так і жіночі органи) та запилюються комахами.

## Традиційне використання
Ацтеки використовували Tagetes lucida в ритуальних пахощах відомих як яутлі, а також присвячували їх богу дощу Тлалоку Tagetes lucida досі використовуються, головним чином, як чай для лікування застуди, метеоризму та діареї.
Повідомлялося, що мексиканські уічолі використовують рослину як ентеоген, курячи Tagetes lucida разом з Nicotiana rustica, окрім того Tagetes lucida іноді курять окремо як галюциноген. Археологи виявили, що майя використовували Tagetes lucida як добавку до тютюнових сумішей.
Tagetes lucida також використовувався ацтеками в багатьох кулінарних цілях, зокрема як один із інгредієнтів, що додавався до напою шоколад, що надавало йому пряного смаку. Свіже або сушене листя також використовується як замінник естрагону для ароматизації супів і соусів. Приємний чай зі смаком анісу заварюють з висушеного листя та суцвіть. Рослина використовується в медицині в Мексиці та Центральній Америці.
З квітів також можна отримати жовтий барвник, а коли рослину висушують і спалюють, її використовують як пахощі зокрема для відлякування комах.
В одному дослідженні було виявлено, що метанольний екстракт з квітки пригнічував ріст культур золотистого стафілокока, кишкової палички та Candida albicans. Цей ефект посилювався під впливом ультрафіолетового світла. Коріння, стебла та листя також мали такий самий ефект при опроміненні ультрафіолетовим світлом.

## Фітохімія
Рослина містить такі сполуки:
- Анетол[12]
- Чавікол[13]
- Кумарин[14]
- Естрагол[12]
- Ізорамнетин[15]
- Метилевгенол[12]
- Кверцетин[14]